# Herrenhaus Pinnow

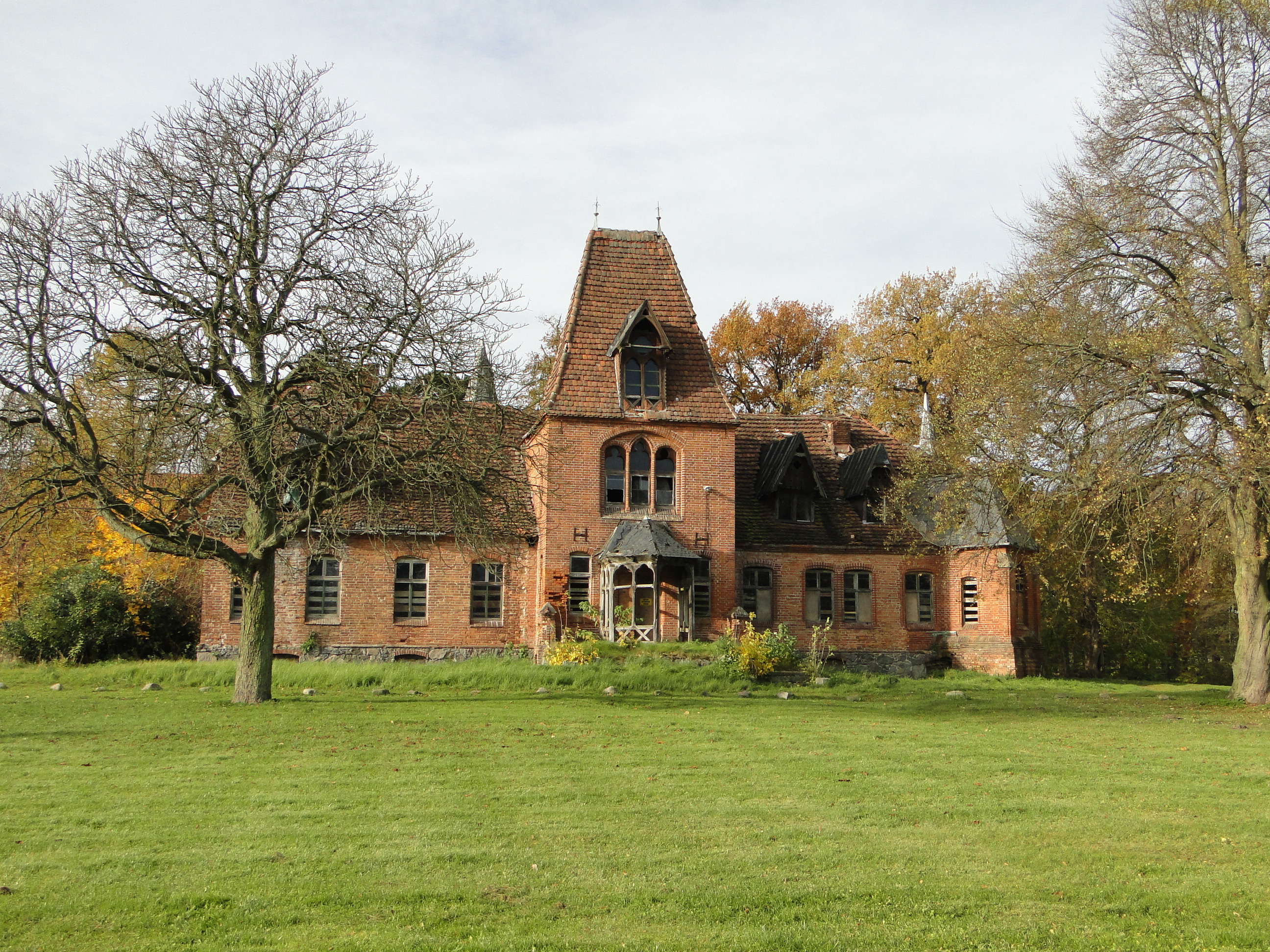
Zustand 2010

Das Herrenhaus Pinnow ist ein im Stile der Neogotik erbautes denkmalgeschütztes Anwesen in Pinnow (Gemeinde Breesen) im Landkreis Mecklenburgische Seenplatte in Mecklenburg-Vorpommern.

## Geschichte
Das Gut befand sich seit spätestens 1612 im Besitz der Familie von Aschersleben, bis es 1668 an Reimar Ernst von Voß abgegeben wurde. Ab 1700 dann gehörte es der Familie Klinggräff.
Auf Auftrag von Friedrich von Klinggräff wurde ein bereits am Ort existierendes kleineres Pächterhaus nach Planungen des königlich-hannoverschen Baurats Conrad Wilhelm Hase ab 1863 unter dem Architekten Carl Schäfer zum Herrenhaus und Familiensitz ausgebaut. Der Corpsbruder Klinggräff sah im gotischen Stil den Inbegriff des Deutschen und wollte ein „echt deutsches schlichtes frommes Haus“ errichten, das formend auf die heranwachsende Jugend wirken würde. Nachdem Hase 1864 nach einer Intrige in Hannover in Ungnade gefallen war, wurde ihm auch der Auftrag für Pinnow entzogen; an seiner Stelle wurde der Kölner Diözesanbaumeister Heinrich Wiethase gewonnen, um das Haus fertigzustellen. Klinggräff selbst griff in großem Umfang in die Planungen und Bauarbeiten ein und wirkte bei der Gestaltung nicht nur des Hauses, sondern auch eines Großteils seiner Inneneinrichtung mit. 1869 wurde das Haus fertiggestellt.
Nachdem das Gut der Familie von Klinggräff 1945 enteignet wurde, diente es sowohl als Wohnhaus für mehrere Familien als auch als LPG-Verwaltung, Post, und Gemeindesitz. Seit den 1970er Jahren wurden die Wohnungen nach und nach verlassen, bis lediglich ein letzter Bewohner verblieb, der bis zu seinem Tod 2004 einige Zimmer im Nordflügel des Herrenhauses bewohnte.
Nach der Wiedervereinigung übernahm 1996 der Arbeitskreis Denkmalpflege e.V. das zunehmend verfallende Anwesen und begann Sicherungsarbeiten, beendete sie jedoch nicht. Nach Jahren des Stillstandes wurde das mittlerweile ruinöse und einsturzgefährdete Gebäude der Gemeinde zugesprochen, die es 2012 einem privaten Käufer verkaufte, der umgehend mit der Notsicherung begann. Seit 2013 wird das Haus denkmalgerecht saniert. Die Sanierung soll 2020 fertiggestellt werden. Im Oktober 2012 sowie im April 2018 war das Haus „Denkmal des Monats“ der Landesdenkmalpflege Mecklenburg-Vorpommern.

## Park
Zum Anwesen gehört ein weitläufiger Park im englischen Stil, der durch einen See mit zwei Inseln dominiert wird. Herausragend sind zwei mehrere hundert Jahre alte Eichen, von denen die größere als „Schöne Eiche“ betitelt wird und vom Kuratorium Alte liebenswerte Bäume in Deutschland e.V. (heute Kulturgut Baum e.V.) als schönste Eiche Deutschlands ausgezeichnet wurde. Ihr Alter wird von verschiedenen Quellen auf zwischen vierhundert und tausend Jahre geschätzt. Der Park ist so angelegt, dass vom Herrenhaus aus zahlreiche Sichtachsen zu den Eichen bestehen.
Weiterhin befindet sich im Park nördlich des Gutshauses ein wohl aus dem 14. Jahrhundert stammender und unter Denkmalschutz stehender Turmhügel von etwa zwei Metern Höhe, der ursprünglich von einem Wassergraben umgeben war. Auf dem Hügel befand sich ein Turm.